# Hans Meyer (voetballer)
Hans-Joachim Meyer (Briesen (Sudetenland, nu Tsjechië), 3 november 1942) is een Duitse voetbaltrainer en voormalig voetballer. Hij is de enige trainer die zowel de Oost-Duitse beker (de laatste keer in 1980 met FC Carl Zeiss Jena) als de DFB-Pokal (in 2007 met 1. FC Nürnberg) heeft gewonnen. In 2009 heeft Meyer zijn actieve loopbaan beëindigd.

## Loopbaan als trainer
| Periode   | Club                             | Land                                     | Competitie                 | Functie |
| --------- | -------------------------------- | ---------------------------------------- | -------------------------- | ------- |
| 1971-1983 | FC Carl Zeiss Jena               | Duitse Democratische Republiek           | DDR-Oberliga               | Trainer |
| 1984-1987 | Rot-Weiß Erfurt                  | Duitse Democratische Republiek           | DDR-Oberliga               | Trainer |
| 1988-1993 | FC Karl-Marx-Stadt/Chemnitzer FC | Duitse Democratische Republiek Duitsland | DDR-Oberliga 2. Bundesliga | Trainer |
| 1993-1994 | FC Carl Zeiss Jena               | Duitsland                                | 2. Bundesliga              | Trainer |
| 1995      | 1. FC Union Berlin               | Duitsland                                | Regionalliga Nordost       | Trainer |
| 1996-1999 | FC Twente                        | Nederland                                | Eredivisie                 | Trainer |
| 1999-2003 | Borussia Mönchengladbach         | Duitsland                                | 2. Bundesliga/Bundesliga   | Trainer |
| 2004      | Hertha BSC                       | Duitsland                                | Bundesliga                 | Trainer |
| 2005-2008 | 1. FC Nürnberg                   | Duitsland                                | Bundesliga                 | Trainer |
| 2008-2009 | Borussia Mönchengladbach         | Duitsland                                | Bundesliga                 | Trainer |